# Puńsk
Puńsk (dodatkowa nazwa w j. litewskim Punskas) – wieś, w latach 1647–1852 miasto, w północno-wschodniej Polsce, położone na Pojezierzu Wschodniosuwalskim, w północno-wschodniej części województwa podlaskiego, w powiecie sejneńskim, siedziba gminy Puńsk.
Puńsk leży na historycznej Suwalszczyźnie, na obszarze dawnej Jaćwieży.

## Historia

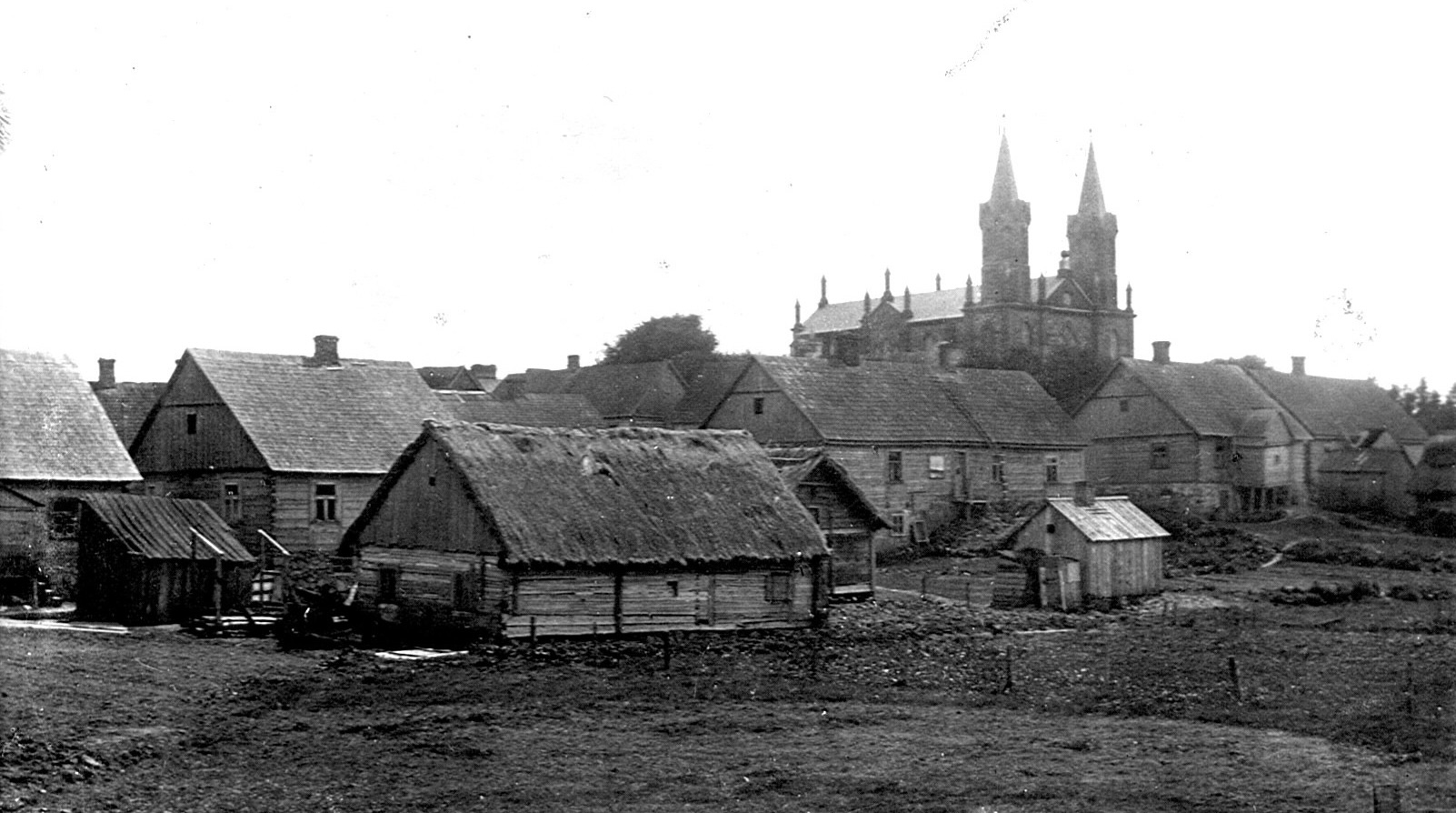
Puńsk w latach 20. XX wieku

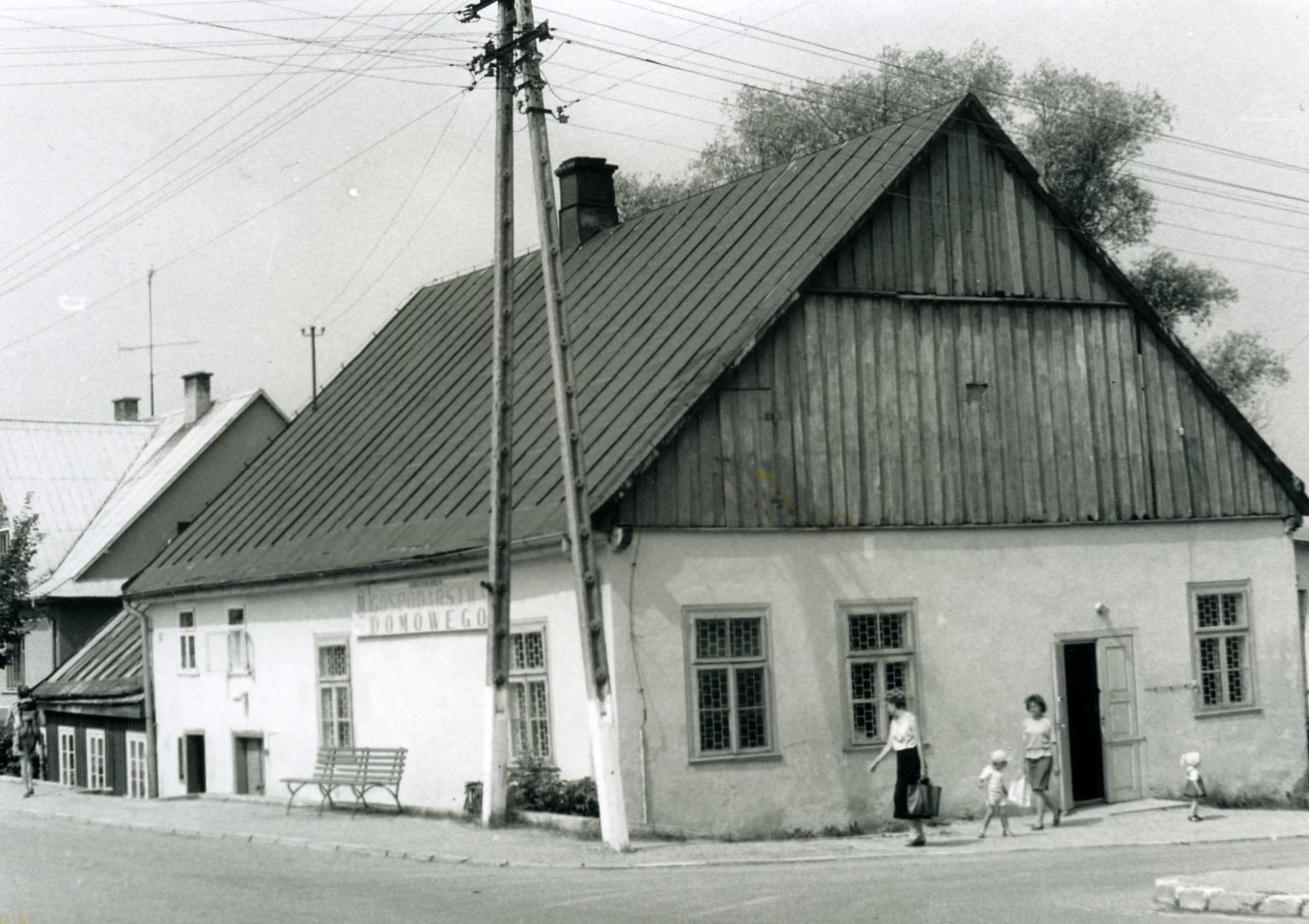
Synagoga w Puńsku w latach 70. XX wieku

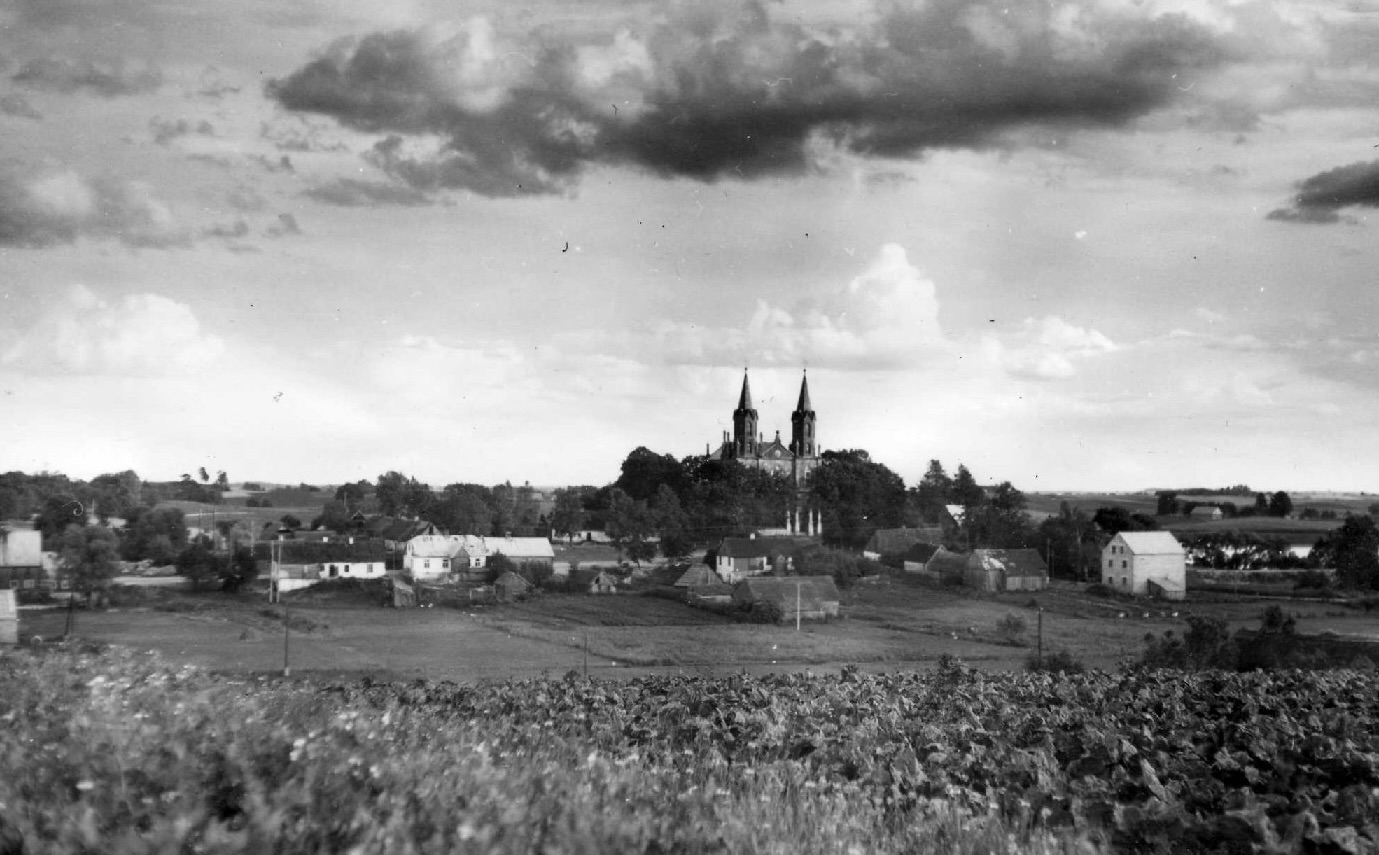
Widok na Puńsk w latach 70. XX wieku

Najstarsze ślady człowieka, odnalezione w okolicy Puńska, pochodzą sprzed 10 tysięcy lat p.n.e. We wczesnym średniowieczu tereny te zamieszkiwali Jaćwingowie, którzy nie stworzyli własnego państwa, nie mieli języka pisanego. W wieku XIII ustąpili z tych ziem, a o ich istnieniu świadczą tylko wzniesienia obronne, tak zwane góry zamkowe (we wsiach: Szurpiły i Jegliniec), cmentarze (we wsi Szwajcaria), nazwy miejscowości oraz wykopaliska archeologiczne.
Z czasem Sudowia zarosła lasami, w których polowali Wielcy Książęta Litewscy. Dopiero z początkiem wieku XV krainę zaczęto kolonizować. Przybywali tutaj Litwini z okolic miejscowości Merkinia i Punia. To oni nazwali jezioro „Punia”, od którego pochodzi nazwa miejscowości Puńsk. Miejscowość ta była jedną z pierwszych założonych na tym terenie. W tym też czasie powstały m.in. miejscowości: Berżniki, Sejny, Krejwiany.
Niegdyś tereny dzisiejszego Puńska należały do leśnictwa sejwejskiego. Stał tu dwór, który był jego siedzibą.
Puńsk położony był w drugiej połowie XVI wieku w powiecie trockim województwa trockiego.
Miejscowość powstała na terenie wcześniejszej wsi Nowy Puńsk. W 1597 Stanisław Zaliwski, chorąży litewski i leśniczy sejwejski przystąpił do tworzenia w Puńsku ośrodka miejskiego. Ufundował i wyposażył kościół parafialny oraz zezwolił na targi w niedziele i święta. Nadał też plebanowi osiem włók ziemi we wsi Szołtany, zaś w 1606 przekazał kolejne 15 włók we wsi. W tym samym roku kancelaria Wielkiego Księstwa Litewskiego opublikowała dokument Zygmunta III, w którym między innymi zaznaczono, że proboszczem puńskiej parafii może być jedynie ksiądz znający język litewski.
W dokumencie z 1606 wspomniani są mieszczanie puńscy, zaś w 1612 Puńsk jest już nazywany miastem, chociaż prawa miejskie na prawie magdeburskim wraz z herbem z wizerunkiem św. Piotra otrzymał dopiero w 1647 z rąk króla Władysława IV. Był więc miastem królewskim. Wladysław IV nadal także miastu 60 włók. Puńsk obejmował ówcześnie trzy osobne jurysdykcje: miasto z własnym samorządem, dwór leśniczego i plebanię z ogrodnikami plebańskimi (Poświątne lub Juryzdyka Plebańska).
W tym czasie parafia Puńsk była podległa Biskupstwu w Wilnie, a później, od 1795, biskupstwu w Wigrach. Przy kościele działał szpital oraz szkoła parafialna.
W 1700 w Puńsku działała szkoła i szpital. W 1709 w okolicach Puńska miała miejsce epidemia morowego powietrza. W 1791 prawa miejskie zostały odnowione przez króla Stanisława Augusta Poniatowskiego.
Od ok. XV w. do 1795 kraina nazywana Sudowią należała do Wielkiego Księstwa Litewskiego, od 1569 w obrębie I Rzeczypospolitej. W wyniku III rozbioru Polski Puńsk znalazł się w zaborze pruskim, od 1807 część Księstwa Warszawskiego, a w 1815 przypadł Rosji.
W Puńsku i okolicach działały tajne szkoły, w których uczyli wynajęci nauczyciele, tzw. daraktoriai, a zakazaną litewską prasę i książki potajemnie przenosili przez granicę niemiecko-rosyjską tzw. knygnešiai, czyli kolporterzy nielegalnej prasy i książek litewskich (najbardziej aktywnym i zasłużonym był P. Matulevičius).
Na przełomie XVIII i XIX w. Puńsk liczył 59 domów i 583 mieszkańców, a w 1827 już 742. W 1800 władze pruskie włączyły Puńsk do nowo utworzonej ekonomii Maćkowo. W maju 1852 zlikwidowano targi i jarmarki, a miejscowość utraciła prawa miejskie z dniem 1 stycznia 1853. Puńsk liczył ówcześnie 76 chałup słabej jakości.
W 1881 w parafii żyło aż 1200 ludzi. Wtedy utworzono jeszcze dwie odrębne parafie: w Smolanach i Becejłach. W 1910 do parafii Puńsk należały 74 wsie z 7044 mieszkańcami.
Po I wojnie światowej, w latach 1919–1920, toczyły się między Polską a Litwą bitwy o Sudowię. W czasie wojny polsko-bolszewickiej w dniu 19 lipca 1920 miasto zostało zajęte przez wojska litewskie na mocy sojuszu z bolszewikami. Po Bitwie warszawskiej zdobyte przez wojska polskie.
W dwudziestoleciu międzywojennym działały tu, m.in. Stowarzyszenie św. Kazimierza, które z założenia miało na uwadze sprawy Kościoła, Stowarzyszenie „Rytas” – troszczyło się o litewskie szkolnictwo czy Spółdzielnia Rolnicza „Talka”.
W tym to okresie w Puńsku najwięcej było mieszkańców narodowości żydowskiej. Większa część handlu i usług skupiona była w ich rękach. Świadectwem tego są stare, pożydowskie domy, budynek synagogi oraz, położony w pobliżu miasteczka, duży cmentarz żydowski.
W 1934 nastąpił wielki pożar Puńska, po którym odbudowano miejscowość według nowych założeń urbanizacyjnych, które nadały mu charakter miasteczka. Po II wojnie światowej Puńsk stał się stolicą kulturalną polskich Litwinów.
W latach 1954-1972 wieś była siedzibą gromady Puńsk. W latach 1975–1998 miejscowość położona była w województwie suwalskim.

## Edukacja

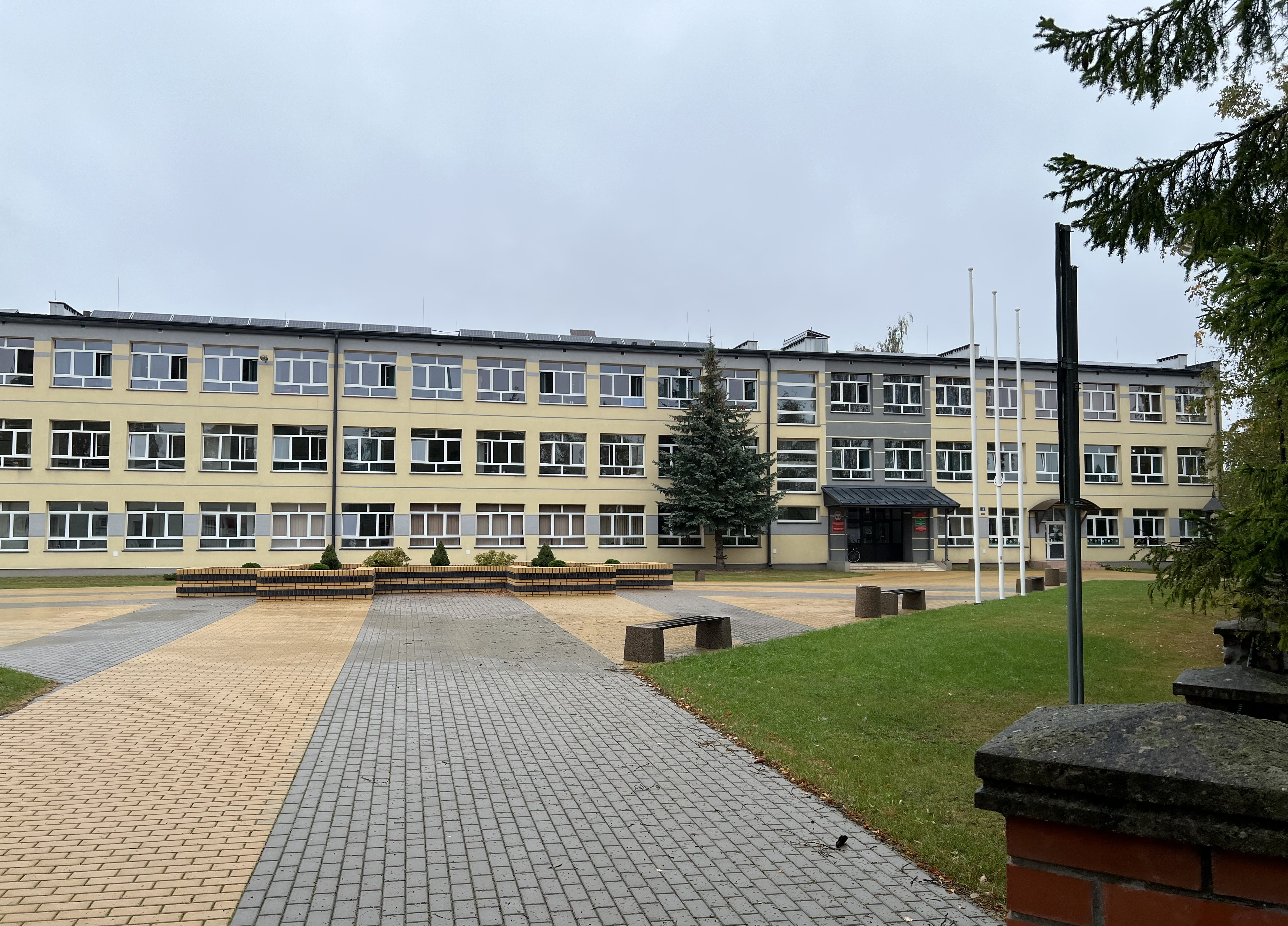
Szkoła Podstawowa
z Polskim i Litewskim Językiem Nauczania im. Dariusa i Girenasa

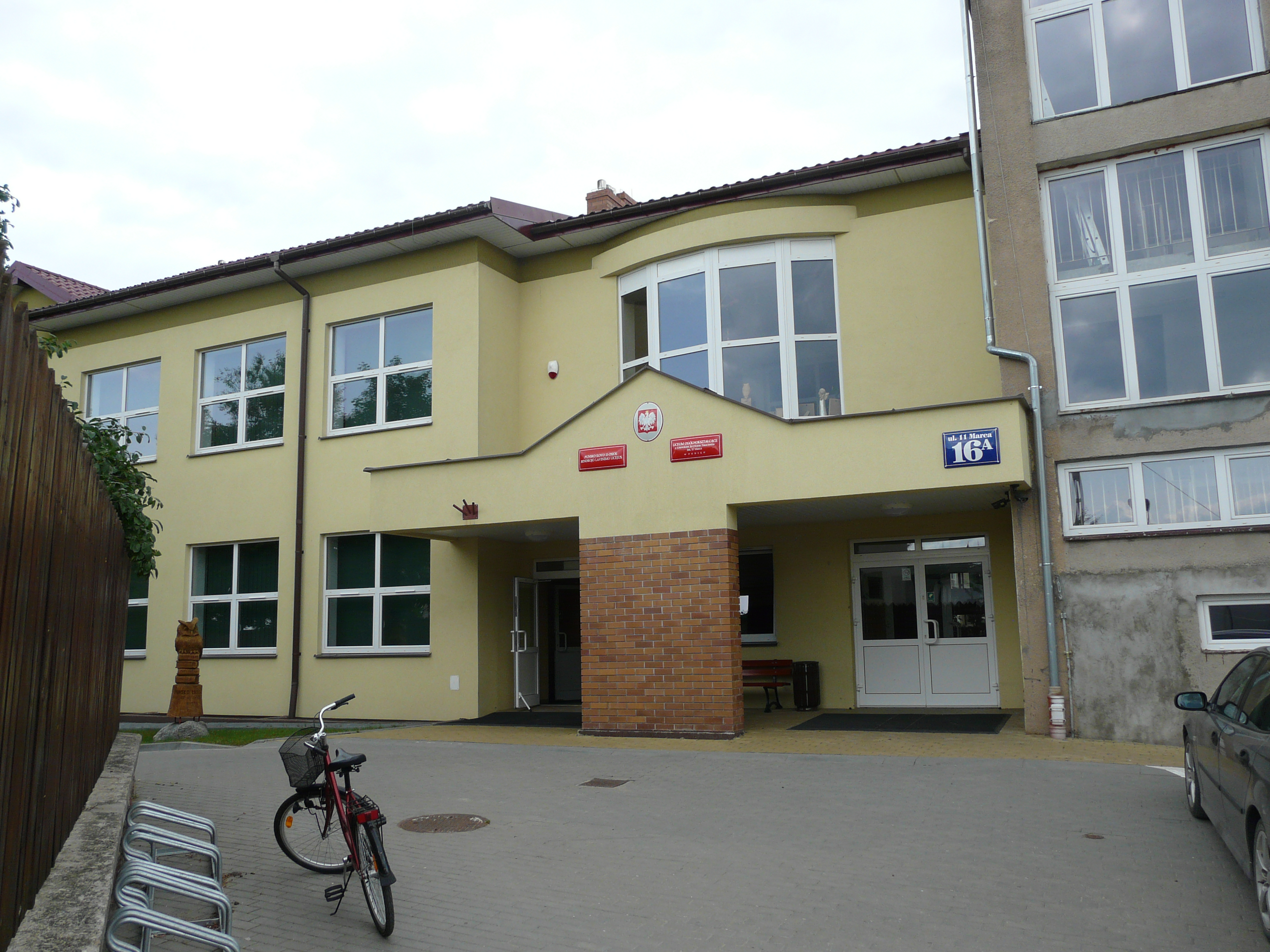
Liceum Ogólnokształcące z Litewskim Językiem Nauczania im. 11 Marca

W 1526, dekretem synodu papieskiego, nakazano założenie szkół w każdej parafii. Miały one działać od późnej jesieni do wiosny. Podstawowym podręcznikiem był katechizm. Taka szkoła działała także w Puńsku. Pierwsze wiadomości na jej temat pochodzą z końca XVII w.
W latach zakazu druku książek i czasopism litewskich na terenie Puńska i okolic działały, prowadzone przez najmowanych nauczycieli, tzw. „daraktariai”, małe szkółki wiejskie. W czasie I wojny światowej Towarzystwo „Žiburys” założyło w Puńsku szkołę, w której uczył J. Baltrukonis. Od 1918 w Sejnach zaczęło działalność gimnazjum Žiburys (płomyk). Zaledwie po roku zostało ono przeniesione do Lazdijai (Łoździeje).
W latach międzywojennych w Puńsku nie było szkoły z litewskim językiem nauczania, natomiast język litewski wykładany był jako przedmiot.
Aby doszło do utworzenia klasy z litewskim językiem nauczania, co najmniej 7 uczniów musiało wyrazić chęć uczenia się w takiej klasie (zgodnie z zaleceniem Ministerstwa Oświaty).
W latach 1952−1953 powstały szkoły z litewskim językiem nauczania w: Puńsku, Wojtokiemiach, Widugierach i Nowinikach, a w piętnastu szkołach języka litewskiego uczono jak odrębnego przedmiotu. 
W 1956 w Puńsku utworzono liceum.
Sieć litewskich szkół, powstała w latach 1952–1956, przetrwała w stanie niemalże niezmienionym do końca XX wieku.
W 1944, gdy linia frontu przesunęła się na zachód, założono szkoły w: Puńsku, Przystawańcach i Widugierach. Uczono w nich po polsku, a od 1951 można było tworzyć szkoły z litewskim językiem nauczania. Jednak część nauczycieli języka litewskiego nie miała odpowiednich kwalifikacji.
Pierwsi nauczyciele byli nie tylko pedagogami, ale także aktywnie uczestniczyli w życiu kulturalnym lokalnej społeczności: Juozas Maksimavičius, Petronelė Jakimavičienė, Bronė Kliučinskienė, Jonas Stoskeliūnas, Juozas Vaina i Elena Vainienė, Juozas Sigitas Paransevičius, Algis Uzdila i inni.
Obecnie w regionie Puńska i Sejn funkcjonują szkoły podstawowe w: Nowinikach, Przystawańcach, Widugierach, w Puńsku oraz zespół placówek oświatowych (przedszkole, szkoła podstawowa, gimnazjum) Žiburys (Płomyk) w Sejnach.
Od 1999, w wyniku reformy systemu oświaty, w Puńsku działają: sześcioklasowa Szkoła Podstawowa z Polskim i Litewskim Językiem Nauczania oraz Gimnazjum z Polskim i Litewskim Językiem Nauczania. W dniu 10 grudnia 2004 szkołom nadano imię Steponasa Dariusa i Stasysa Girėnasa. W Puńsku działa również Przedszkole Samorządowe z Polskim i Litewskim Językiem Nauczania. W trzyletnim gimnazjum jest 9 klas (dwie z litewskim językiem nauczania i jedna z polskim językiem nauczania).

## Kultura

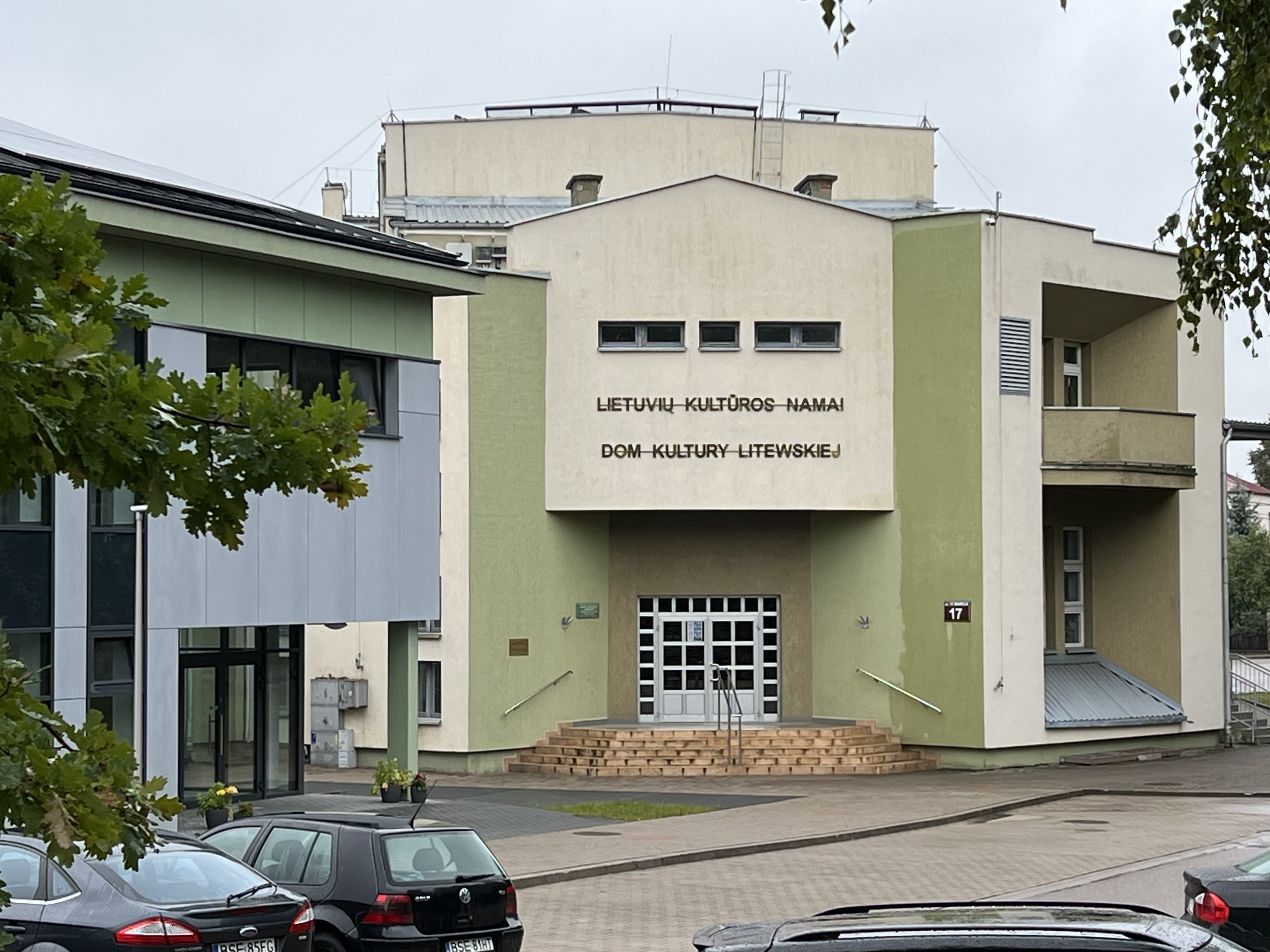
Dom Kultury Litewskiej

Puńsk jest silnym ośrodkiem kultury litewskiej. Mieszka tu wielu litewskich twórców ludowych. Znajduje się tu redakcja litewskiego czasopisma Aušra (lit. „Jutrzenka”) oraz Dom Kultury Litewskiej i Liceum Ogólnokształcące z językiem wykładowym litewskim. W budynku Urzędu Gminy znajduje się sklep z wydawnictwami litewskimi.
W Puńsku są też lokale, w których kupić i zjeść można różne litewskie specjały (restauracja Rūta, Zajazd Litewski czy sklep Dešra).
Dwa największe festiwale lokalnego folkloru odbywają się w Puńsku podczas nocy świętojańskiej oraz 15 sierpnia – w święto Wniebowzięcia NMP (Matki Bożej Zielnej). Wówczas odbywają się tu m.in. występy litewskich zespołów w ludowych strojach.
Wójtem gminy Puńsk jest obecnie Witold Liszkowski.

## Zabytki i inne obiekty

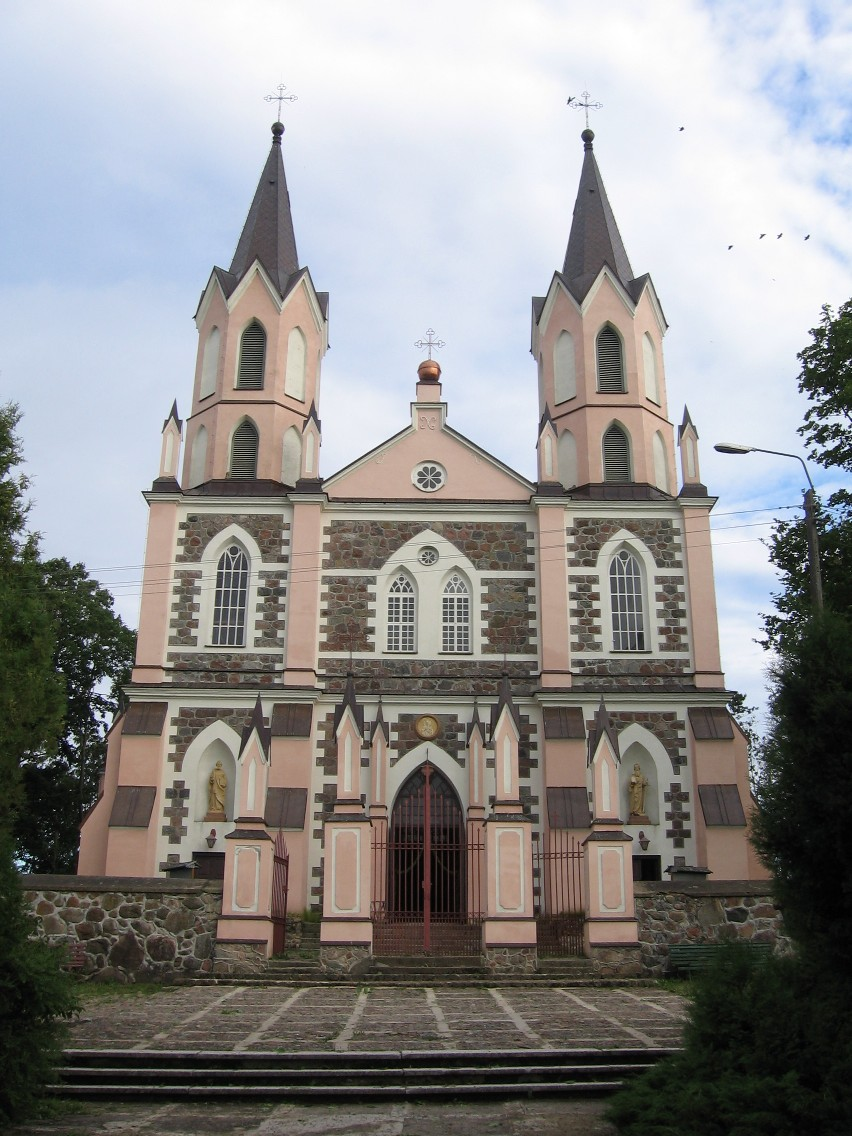
Kościół Wniebowzięcia Najświętszej Maryi Panny

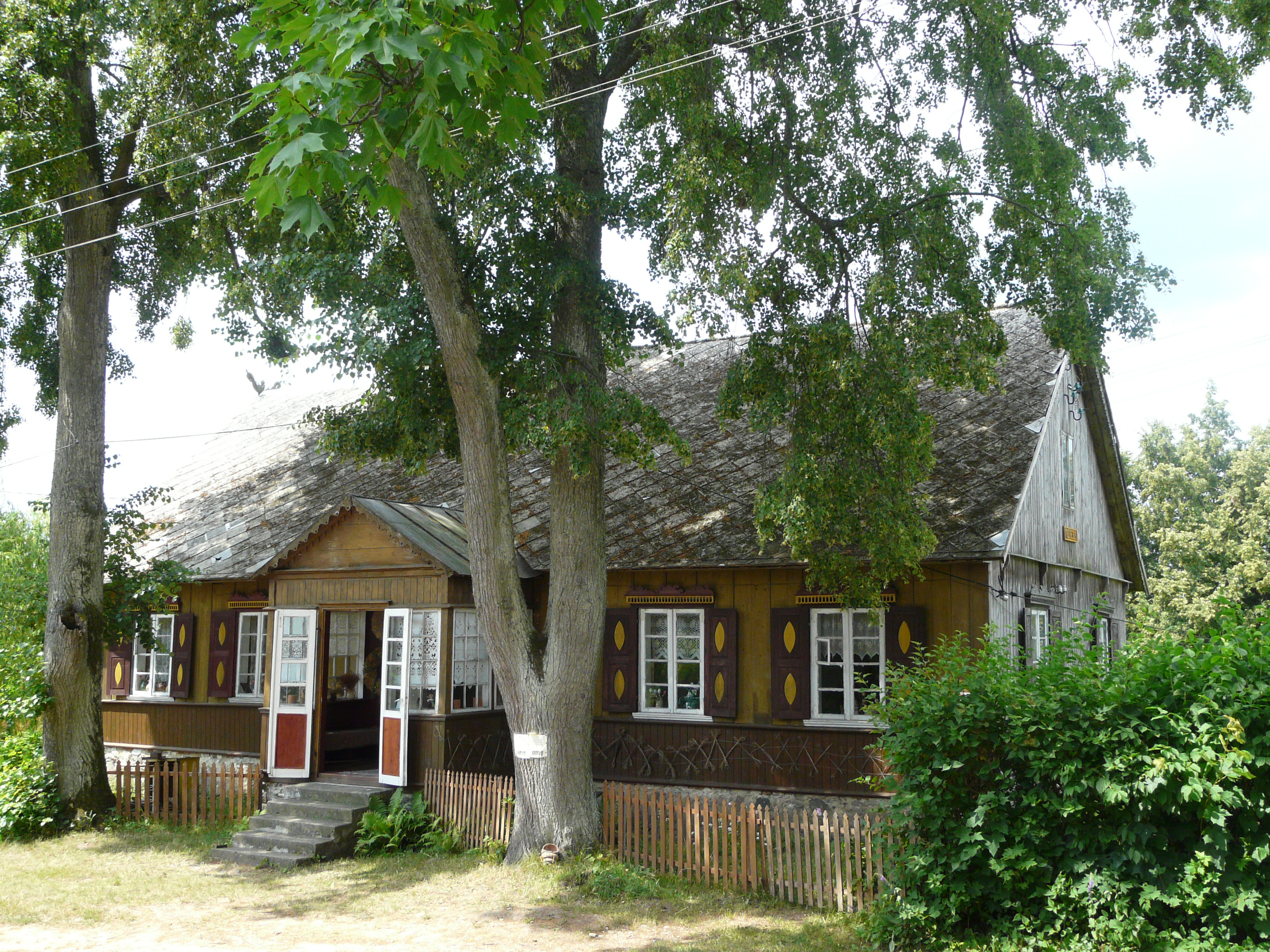
Stara plebania katolicka

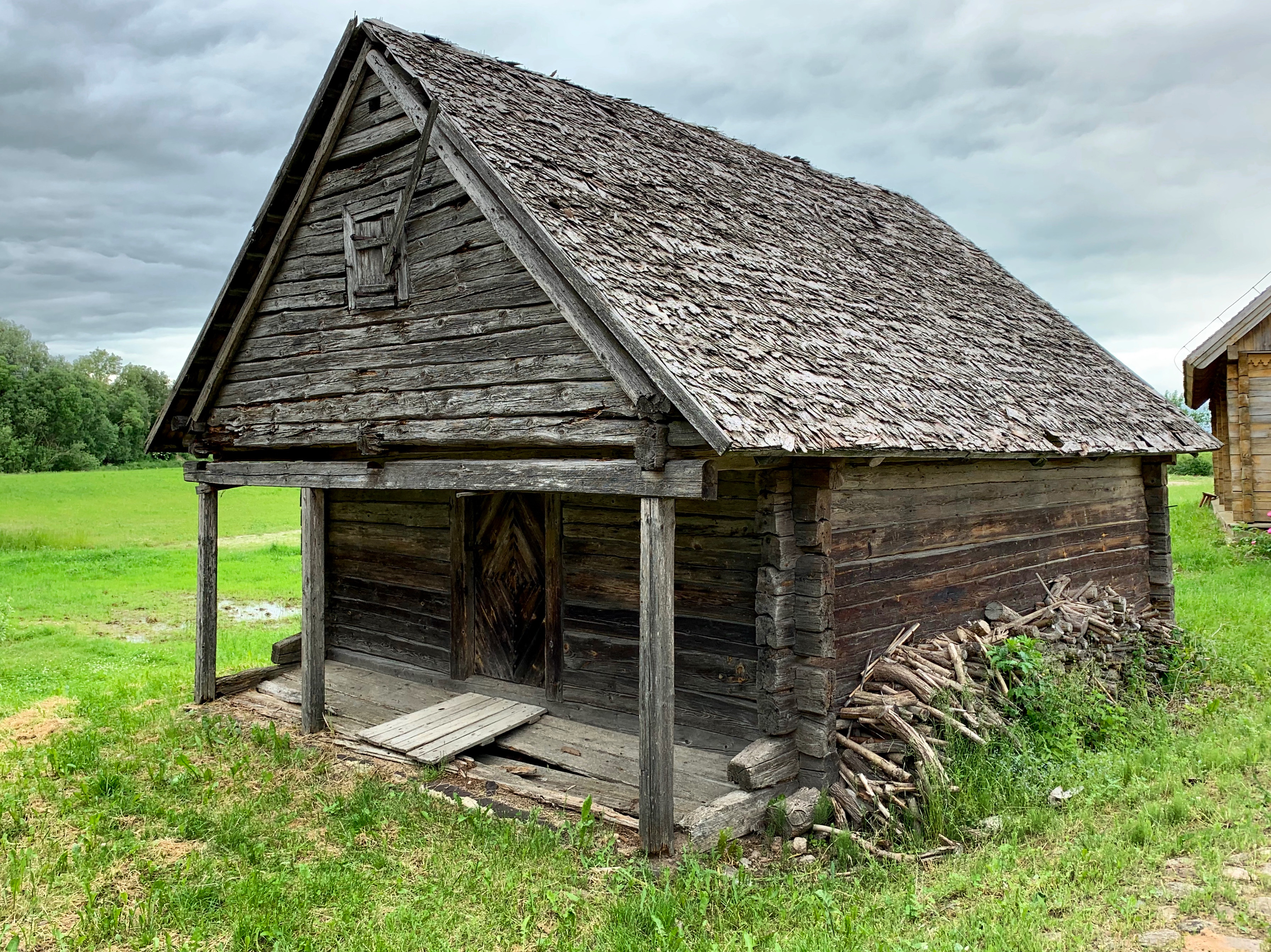
Chata drewniana w skansenie wsi litewskiej

### Zabytki
Do rejestru zabytków Narodowego Instytutu Dziedzictwa wpisane są następujące obiekty:
- Kościół Wniebowzięcia Najświętszej Maryi Panny, 1877–1881, nr rej.: 657 z 10.03.1989 - neogotycki; wewnątrz którego znajdują się liczne rzeźby, witraże, ołtarze z litewską ornamentyką, chorągwie, serwety zdobione litewskim haftem[23]
- plebania rzym.-kat., ob. muzeum, ul. Mickiewicza 55, drewn.,1873, nr rej.: A-72 z 16.02.2004 - mieści się obok kościoła. Obecnie znajdują się tam wystawy dawnych strojów ludowych, rękodzieła ludowego: tkaniny, rzeźby, ceramiki, plecionki, etc.
- spichrz plebański, drewn., 2 poł. XIX, nr rej.: 54 z 19.02.1980
- synagoga ze szkołą talmudyczną, ul. Mickiewicza 58, drewn., XIX/XX, nr rej.: 808 z 30.03.1990
- cmentarz rzym.-kat., nad jeziorem Puńsk, pocz. XIX, nr rej.: 670 z 18.08.1989
- kaplica cmentarna, 1820, nr rej.: A-67 z 18.11.2003
- cmentarz par. rzym.-kat., XIX, nr rej.: 718 z 30.08.1989
- kaplica cmentarna, k. XIX, nr rej.: A-68 z 20.11.2003
- cmentarz żydowski, XIX, nr rej.: A-884 z 25.11.1991

### Inne obiekty
- cmentarz ewangelicki
- ludowe kapliczki litewskie, stojące w różnych punktach miejscowości (dwie z nich znajdują się przed kościołem)
- drewniana wikarówka
- Muzeum Etnograficzne – mieści się w budynku domu kultury, zawierające ponad 2 tysiące eksponatów związanych z gospodarstwem domowym, uprawą roli i rzemiosłem, zbieranych przez emerytowanego nauczyciela Józefa Vainę
- skansen wsi litewskiej – zbudowany w 1986. Jest to okazała zagroda wiejska z przełomu XIX i XX wieku. Składa się z domu mieszkalnego, stodoły, obory, spichlerza i studni z żurawiem